# Ștorobăneasa
Ștorobăneasa est une commune du județ de Teleorman en Roumanie.